# Coniopteryx riomunica
Coniopteryx riomunica är en insektsart som beskrevs av Monserrat 1989. Coniopteryx riomunica ingår i släktet Coniopteryx och familjen vaxsländor. Inga underarter finns listade i Catalogue of Life.